# Fugare
Fugare is een Nederlandse kunstenaarsgroep die gerekend wordt tot de Nieuwe Haagse School.

## Geschiedenis
Op 26 januari 1960 om 20:15 precies werd op initiatief van George Lampe in Pulchri Studio de groep 'Fugare' opgericht. Veel oud-leden van Verve traden toe tot deze nieuwe groep. Nog meer dan daarvoor lag de nadruk op abstractie en experiment, toch werd er ook nog in de figuratieve traditie geschilderd.  Tentoonstellingen vonden o.a. plaats in Pulchri Studio (1960, 1961 en 1962), in het Stedelijk Museum (Amsterdam) (1961) en in het Van Abbemuseum in Eindhoven (1962). De groep zou bestaan tot 1967. Net zoals bij Verve is er ook bij Fugare geen groepsstijl te herkenen alhoewel er door Lampe in het manifest wordt gesproken van abstract, abstraherend of experimenteel bezig zijn. Elk van de leden volgde min of meer zijn eigen stijl. Zo schilderde Willem Hussem zuiver abstract en Jan van Heel schilderde juist weer figuratief. De groep Fugare wordt beschouwd als een van de pijlers van de Nieuwe Haagse School.

## Leden
De groep bestond uit tien schilders en twee beeldhouwers: Theo Bitter, Harry Disberg, Jan van Heel, Willem Hussem, Nol Kroes, Joop Kropff, George Lampe, Theo van der Nahmer, Jaap Nanninga, Wim Sinemus, Frans de Wit en Aart van den IJssel. Later sloten zich hierbij aan: Gerard Verdijk in 1964 en Christiaan de Moor in 1965.

## Tentoonstellingen
| Jaar | Periode    | Locatie                      | Plaats     |
| ---- | ---------- | ---------------------------- | ---------- |
| 1960 | jan - feb  | Pulchri Studio               | Den Haag   |
| 1960 | sep        | Kunstzaal Esher Surrey       | Den Haag   |
| 1961 | jan - feb  | Pulchri Studio               | Den Haag   |
| 1961 | feb - mrt  | Stedelijk Museum Schiedam    | Schiedam   |
| 1961 | apr - mei  | Stedelijk Museum (Amsterdam) | Amsterdam  |
| 1961 | 7 - 26 okt | Haagse Kunstkring            | Den Haag   |
| 1961 | nov - dec  | Rijksmuseum Twenthe          | Enschede   |
| 1962 | feb        | Pulchri Studio               | Den Haag   |
| 1962 | apr - jun  | Van Abbemuseum               | Eindhoven  |
| 1962 | jul - aug  | Gemeentemuseum Den Haag      | Den Haag   |
| 1962 | okt - dec  | Gemeentemuseum Arnhem        | Arnhem     |
| 1963 | okt        | Galerie het Kunstcentrum     | Den Haag   |
| 1964 | mei - jun  | Gemeentemuseum Den Haag      | Den Haag   |
| 1964 | sep - okt  | Galerie het Kunstcentrum     | Den Haag   |
| 1964 | okt        | Atelier Lissabon             | Den Haag   |
| 1965 | apr        | Utrechtse Kring              | Utrecht    |
| 1965 | nov        | de Rotterdamse Kunstkring    | Rotterdam  |
| 1967 | mrt - apr  | de Waag                      | Nijmegen   |
| 1967 | apr - mei  | Zeeuws Museum                | Middelburg |
| 1967 | mei - jun  | Kunstzaal Hengelo            | Hengelo    |
| 1967 | sep        | Galerie het Kunstcentrum     | Den Haag   |